# Leaskovo, Dobrici
Leaskovo (în bulgară Лясково , în română Fândăcli) este un sat în Obștina Dobrici, Regiunea Dobrici, Dobrogea de Sud, Bulgaria.
Între anii 1913-1940 a făcut parte din plasa Ezibei a județului Caliacra, România.

## Demografie
Componența etnică a satului Leaskovo
     Bulgari (37,74%)
     Romi (58,27%)
     Nicio identificare (2,98%)
     Altele (0,99%)
La recensământul din 2011, populația satului Leaskovo era de 302 locuitori. Din punct de vedere etnic, majoritatea locuitorilor (58,27%) erau romi, cu o minoritate de bulgari (37,74%). Pentru 2,98% din locuitori nu este cunoscută apartenența etnică.